# استودیو لف-او-گرم
استودیو لف-او-گرم (به انگلیسی: Laugh-O-Gram Studio) یک استودیوی فیلمبرداری واقع در طبقهٔ دوم ساختمان مک‌کاناهی در کانزاس سیتی ایالت میسوری بود که از ژوئن ۱۹۲۱ تا ۱۹۲۳ فعالیت می‌کرد.
در سال های اولیه صنعت انیمیشن، این استودیو محل کار بسیاری از پیشگامان انیمیشن بود که توسط والت دیزنی به آنجا آورده می‌شدند. این مکان الهام بخش دیزنی و آب آیورکس برای ایجاد میکی ماوس بود. در رابطه با این استودیو تا کنون دو فیلم با نام‌های همانطور که رویاپردازان انجام می دهند و والت قبل از میکی ساخته شده.